# Gerăușa, Satu Mare
Gerăușa (în maghiară Oláhgyűrűs) este un sat ce aparține orașului Ardud din județul Satu Mare, Transilvania, România.

## Obiective memoriale
Cimitirul Eroilor români și germani din cel De-al Doilea Război Mondial este amplasat la 600 m de cimitirul local. Are o suprafață de 414 mp. A fost amenajat în 1945. În cadrul acestuia sunt înhumați 58 de militari români și 5 militari germani. 

 Acest articol despre o localitate din județul Satu Mare este deocamdată un ciot. Puteți ajuta Wikipedia prin completarea lui.